# Потхарст, Ян
Ян Хилбранд Потхарст (нидерл. Jan Hilbrand Potharst; 4 января 1918, Амстердам — 6 сентября 2008, там же) — нидерландский футболист, игравший на позиции защитника. На протяжении всей своей карьеры выступал за амстердамский клуб «Аякс».

## Биография
Ян Потхарст начал свою футбольную карьеру в юношеской команде клуба ВВА из города Амстердам. В 1932 году Ян в возрасте 14 лет был принят в молодёжный состав амстердамского «Аякса». Спустя семь лет Потхарст дебютировал в первой команде, это произошло 5 марта 1939 года в матче против ВСВ, завершившемся победой «Аякса» со счётом 3:1.

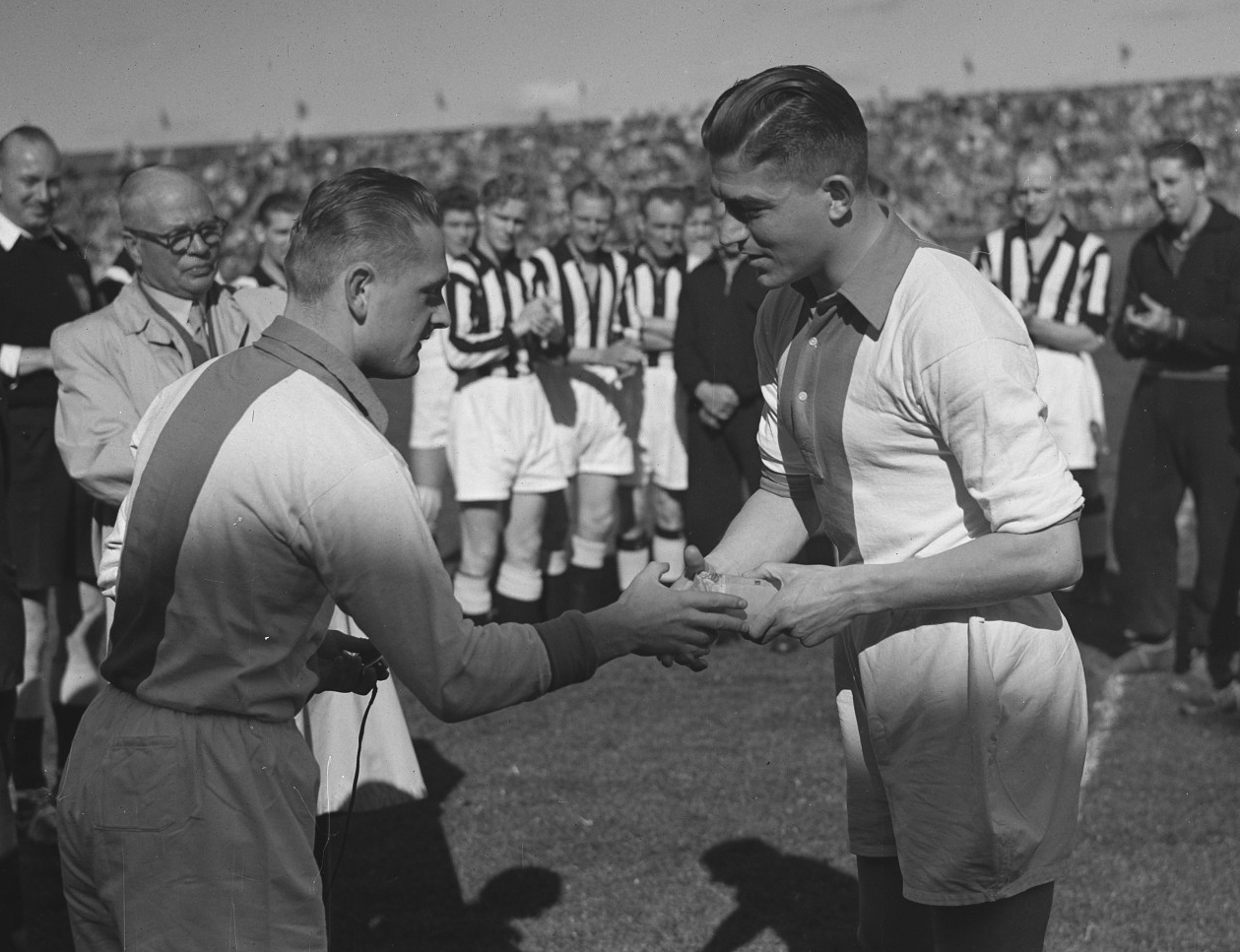
Чествование Потхарста во время его последнего матча за «Аякс», 28 сентября 1952

Более чем за тринадцать лет Потхарст сыграл 237 матчей за «Аякс», выиграл два Чемпионата Нидерландов в 1939 и 1947 году, а также стал обладателем Кубка Нидерландов в 1943 году. В последние годы в «Аяксе» Ян был капитаном клуба.
В национальной сборной Нидерландов Потхарст дебютировал 12 мая 1946 года в матче против сборной Бельгии, который завершился со счётом 6:3 в пользу Нидерландов. Всего в составе сборной Ян провёл 6 матчей, свою последнюю игру Потхарст провёл 11 июня 1950 года против Финляндии, завершившийся победой финнов со счётом 4:1.
После завершения карьеры игрока Ян продолжил работать в клубе в качестве члена совета директоров. С 1958 по 1963 год Ян работал футбольным комиссаром, затем Ян отдал более четырнадцать лет (с 1964 по 1988 год) работая в совете клуба. В 1973 году Потхарст стал почётным членом клуба «Аякс». В 1995 году Ян стал почётным участником во время открытия спортивного комплекса «Де Тукомст», который расположился недалеко от «Амстердам Арены».
6 сентября 2008 года Ян Потхарст скончался в возрасте 90 лет.

## Статистика

### Матчи Потхарста за сборную Нидерландов
| Матчи Потхарста за сборную Нидерландов | Матчи Потхарста за сборную Нидерландов | Матчи Потхарста за сборную Нидерландов | Матчи Потхарста за сборную Нидерландов | Матчи Потхарста за сборную Нидерландов | Матчи Потхарста за сборную Нидерландов |
| -------------------------------------- | -------------------------------------- | -------------------------------------- | -------------------------------------- | -------------------------------------- | -------------------------------------- |
| №                                      | Дата                                   | Соперник                               | Счёт                                   | Голы Потхарста                         | Соревнование                           |
| 1                                      | 12 мая 1946                            | Бельгия                                | 6:3                                    | —                                      | Товарищеский матч                      |
| 2                                      | 30 мая 1946                            | Бельгия                                | 2:2                                    | —                                      | Товарищеский матч                      |
| 3                                      | 27 ноября 1946                         | Англия                                 | 2:8                                    | —                                      | Товарищеский матч                      |
| 4                                      | 16 апреля 1950                         | Бельгия                                | 0:2                                    | —                                      | Товарищеский матч                      |
| 5                                      | 8 июня 1950                            | Швеция                                 | 1:4                                    | —                                      | Товарищеский матч                      |
| 6                                      | 11 июня 1950                           | Финляндия                              | 1:4                                    | —                                      | Товарищеский матч                      |

Итого: 6 матчей / 0 голов; 1 победа, 1 ничья, 4 поражения.

## Достижения
- Чемпион Нидерландов: 1939, 1947
- Обладатель Кубка Нидерландов: 1943